# Ынахсыт
Ынахсы́т (якут. Ынахсыт) — село в Нюрбинском районе Республики Саха (Якутия) России. Административный центр и единственный населённый пункт Кангаласского наслега.

## География
Село находится в западной части Якутии, в пределах восточной части Верхневилюйского плато, к востоку от озера Дёнгкюдей, к северу от реки Вилюй, на расстоянии примерно 51 км (по прямой) к северо-востоку от города Нюрба, административного центра района. Абсолютная высота — 119 м над уровнем моря.
Климат
Климат характеризуется как резко континентальный, с продолжительной морозной зимой и жарким летом. Абсолютный минимум температуры воздуха самого холодного месяца (января) составляет −61 °C; абсолютный максимум самого тёплого месяца (июля) — 40 °C. Среднегодовое количество атмосферных осадков составляет 260—280 мм. Снежный покров держится в течение 210—225 дней в году.
Часовой пояс
Село Ынахсыт находится в часовой зоне МСК+6. Смещение применяемого времени относительно UTC составляет +9:00.

## Население
| 2002 | 2010 | 2012 | 2013 | 2014 | 2015 | 2016 |
| ---- | ---- | ---- | ---- | ---- | ---- | ---- |
| 606  | ↗608 | ↗613 | ↗617 | ↗629 | ↘611 | ↘609 |
| 2017 | 2018 | 2019 | 2020 | 2021 |      |      |
| ↗610 | ↘606 | ↘596 | ↘587 | ↘582 |      |      |

Половой состав
По данным Всероссийской переписи населения 2010 года в гендерной структуре населения мужчины составляли 47,5 %, женщины — соответственно 52,5 %.
Национальный состав
Согласно результатам переписи 2002 года, в национальной структуре населения якуты составляли 98 % из 606 чел.

## Улицы
| - ул. И.С. Кутанова, - пер. Кочнева, - ул. Кочнева, - ул. Лесная, - ул. Механизаторов, | - ул. Мира, - ул. Молодёжная, - ул. Новая, - ул. Спиридона Петрова, - ул. Центральная. |

## Инфраструктура
Действуют средняя общеобразовательная школа, детский сад, фельдшерско-акушерский пункт, культурный центр и библиотека.